# アンゼル・ウィリアムソン
アンゼル・ウィリアムソン（Ansel Williamson、生没年不詳）は、アフリカ系アメリカ人のサラブレッド競馬の調教師。19世紀後半に調教師として活躍し、第1回ケンタッキーダービーなどを制した。1998年にアメリカ競馬名誉の殿堂博物館の選定を受けて、殿堂入りを果たしている。

## 経歴
19世紀初頭のバージニア州で、奴隷として生まれたとされる。初期の経歴は不明な点が多いが、奴隷であった頃から調教師として活動していたとされる。記録上で最初にウィリアムソンの身柄を購入したのはT・G・ゴールズバイという人物で、ウィリアムソンはそこでヒートレースの活躍馬ブラウンディックを調教していた。その後ウィリアムソンはA・キーン・リチャーズという人物に売り渡され、そこでオーストラリアンなどの競走馬を調教した。
1864年に調教師のロバート・エイチソン・アレグザンダーに購入されて助手となり、奴隷身分からの解放後もウィリアムソンとアレグザンダーは雇用関係を続け、そこでノーフォークやアステロイドなどの調教を補助した。1867年にアレグザンダーが没すると、ウィリアムソンはその調教師稼業を引き継ぎ、ハル・プライス・マグラスの所有馬を預かって成功を収めた。代表的な調教馬に、第1回のケンタッキーダービーを制したアリスティデスがいる。

## 主な管理馬
- マーリル Merrill - 1963年生、牡馬。トラヴァーズステークスなど。
- ヴァージル Virgil - 1864年生、牡馬。ヒンドゥーの父。
- トムボウリング Tom Bowling - 1870年生、牡馬。トラヴァーズステークスなど。
- アリスティデス Aristides - 1872年生、牡馬。ケンタッキーダービーなど。
- カルヴィン Calvin - 1872年生、牡馬。ベルモントステークスなど。